# Break-up, érotisme et ballons rouges
Cet article possède un paronyme, voir Break Up (homonymie).
Pour plus de détails, voir Fiche technique et Distribution.
Break-up, érotisme et ballons rouges (L'uomo dei cinque palloni) est un film italien réalisé par Marco Ferreri, sorti en 1968.
C'est la version longue du court-métrage L'Homme aux cinq ballons (L'uomo dei cinque palloni) sorti en 1965 dans le film à sketches Aujourd'hui, demain et après-demain.

## Synopsis
Mario Fuggetta est le propriétaire d'une industrie spécialisée dans la production de chocolat. Son quotidien est interrompu par un épisode singulier : après avoir ramassé un ballon, utilisé pour un coup de pub, l'homme se demande jusqu'à quel point l'objet peut être gonflé. D'un simple et banal dilemme, cette question se transforme en une véritable obsession.

## Fiche technique
- Titre français : Break-up, érotisme et ballons rouges
- Titre original italien : L'uomo dei cinque palloni
- Réalisation : Marco Ferreri
- Scénario : Marco Ferreri, Rafael Azcona
- Sociétés de production : Compagnia Cinematografica Champion (Rome), Les Films Concordia (Paris)
- Pays de production :  Italie •  France
- Langue originale : italien
- Genre : Comédie
- Durée : 85 minutes
- Dates de sortie :  
  - États-Unis : 24 juin 1968 (New York)
  - France : 2 juillet 1969
  - Italie : février 1976

## Distribution
- Marcello Mastroianni : Mario
- Catherine Spaak : Giovanna
- Ugo Tognazzi : Man With Car
- William Berger : Benny
- Sonja Romanoff
- Antonio Altoviti
- Charlotte Folcher
- Gian Luigi Polidoro

## Production
Initialement, le long métrage devait sortir dans une version étendue d'environ 80 minutes. Le producteur Ponti a décidé de le convertir dans l'épisode intitulé L'uomo dei cinque palloni du film collectif Aujourd'hui, demain et après-demain. Ce choix a été fait pour des raisons d'image. Marcello Mastroianni, en effet, a joué son premier rôle « atypique », un personnage grotesque et fou qui s'écarte des canons auxquels le public de l'époque était habitué.
Ferreri, obstiné à vouloir sortir sa version personnelle du film, a tourné de nouvelles scènes pour compléter l'œuvre.

## Exploitation
L'Homme aux cinq ballons a été mal accueilli par le public et n'est donc sorti que dans des festivals de cinéma. Il est néanmoins sorti en France en juillet 1969 en France.
La cinémathèque de Bologne a restauré le film en 2016 et l'a présenté en avant-première à la Mostra de Venise 2016. Par la suite, il a été proposé dans le cadre de la rétrospective Il cinema ritrovato.

## Distinctions
- Prix Venezia Classici du meilleur film restauré à la Mostra de Venise 2013